# Roy Turner
Roy Turner (Liverpool; 30 de octubre de 1943) es un exfutbolista inglés nacionalizado estadounidense.

## Clubes
| Club                   | País           | Año       |
| ---------------------- | -------------- | --------- |
| Bangor City            | Gales          | 1962-1965 |
| Montreal Italia        | Canadá         | 1966      |
| Newark Ukrainian Sitch | Estados Unidos | 1966-1967 |
| Philadelphia Spartans  | Estados Unidos | 1967      |
| Toronto Falcons        | Canadá         | 1967      |
| Cleveland Stokers      | Estados Unidos | 1968      |
| Dallas Tornado         | Estados Unidos | 1969-1978 |

## Palmarés

### Títulos nacionales
| Título                       | Equipo         | País           | Año  |
| ---------------------------- | -------------- | -------------- | ---- |
| Welsh Cup                    | Bangor City    | Gales          | 1962 |
| North American Soccer League | Dallas Tornado | Estados Unidos | 1971 |